# Pristava pri Lesičnem
Pristava pri Lesičnem is een plaats in Slovenië en maakt deel uit van de gemeente Podčetrtek in de NUTS-3-regio Savinjska. De plaats telde 56 inwoners op 1 januari 2020.